# Équipe des Fidji féminine de volley-ball
L'équipe des Fidji de volley-ball féminin est composée des meilleures joueuses fidjiennes sélectionnées par la Fédération Fidjienne de volley-ball (Fiji Volleyball Federation, FVF). Elle n'est actuellement pas classée par la FIVB au 15 janvier 2010.

## Sélection actuelle
Sélection pour les qualifications aux championnats du monde 2010.
Entraîneur :  Varanisese Maraiwai ; entraîneur-adjoint :  Ratu Iliesa Raketekete